# Lee Kyu-hyung (actor)
Lee Kyu-hyung (hangul: 이규형, RR: I Gyu-Hyeong), es un actor, actor de teatro y musicales surcoreano.

## Biografía
Estudió en la Universidad Dongguk, donde se especializó en la facultad de teatro.
Es buen amigo del actor surcoreano Jung Hae-in.

## Carrera
Es miembro de la agencia "ACE Factory" (에이스팩토리).
El 6 de enero del 2016 realizó una aparición durante el undécimo episodio de la popular serie Guardian: The Lonely and Great God (también conocida como "Goblin") donde interpretó al esposo de Lee Jung-hwa (Kim So-ra).
En el 2017 se unió al elenco recurrente de la serie Forest of Secrets (también conocida como "Stranger") donde dio vida a Yoon Se-won, un miembro de la fiscalía del distrito oeste. Kyu-hyung realizó una aparición especial durante el quinto episodio de la segunda temporada de la serie cuando volvió a dar vida a Se-won en agosto del 2020.
En noviembre del mismo año se unió al elenco recurrente de la serie Prison Playbook donde interpretó a Yoo Han-yang, un chaebol de segunda generación que constantemente entra a la penitenciaría de Seobu, por reincidir en su hábito de las drogas.
El 23 de julio del 2018 se unió al elenco principal de la serie Life donde dio vida al médico Ye Seon-woo, el juez del comité de evaluación del Seguro de Salud y un especialista en Ortopedia, así como el hermano del doctor Ye Jin-woo (Lee Dong-wook), hasta el final de la serie el 11 de septiembre del mismo año.
El 13 de febrero del 2019 se unió al elenco de la película Innocent Witness donde interpretó al fiscal Hee-joong.
El 19 de julio del mismo año se unió al elenco principal de la serie Doctor John donde dio vida a Son Seok-ki, un carismático fiscal que está en contra de la práctica de la eutanasia y que le guarda rencor al médico que acabó con la vida del asesino de su hijo, hasta el final de la serie el 7 de septiembre del mismo año.
Ese mismo año había sido elegido para unirse al elenco de la serie Her Private Life donde interpretaría a Nam Eun-gi, el mejor amigo de Sung Duk-mi (Park Min-young), sin embargo tuvo que abandonar el proyecto debido a cuestiones personales, por lo que fue reemplazado por el actor Ahn Bo-hyun.
El 22 de febrero del 2020 se unió al elenco principal de la serie Hi Bye, Mama! (también conocida como "Goodbye Mom") donde dio vida a Jo Kang-hwa, un hábil cirujano torácico quien se reencuentra con su primera esposa Cha Yoo-ri (Kim Tae-hee), quien regresa a la vida después de morir cuatro años atrás, hasta el final de la serie el 19 de abril del mismo año.
En diciembre de 2021 se anunció que se había unido al elenco principal de la serie Let’s Start the Defense donde dará vida al abogado defensor Jwa Shi-baek, un hombre frío y despiadado con las personas con poder, pero amable y de buen corazón con los débiles.
En 2022 se unió al elenco de la serie Estamos muertos, donde interpreta al detective Song Jae-ik. En octubre del mismo año se anunció que actuaría en la serie Uncle Samsik, con el personaje de Kang Seong-min.

## Filmografía

### Series de televisión
| Año     | Título                             | Personaje                    | Notas                               | Ref.                 |
| ------- | ---------------------------------- | ---------------------------- | ----------------------------------- | -------------------- |
| 2015    | Unkind Ladies                      | Colega de Jung Ma-ri         |                                     |                      |
| 2016    | Guardian: The Lonely and Great God | Esposo de Lee Jung-hwa       | Ep. 11                              |                      |
| 2016    | Hwarang: The Poet Warrior Youth    | Do-go                        |                                     |                      |
| 2017    | Forest of Secrets                  | Yoon Se-won                  |                                     |                      |
| 2017-18 | Prison Playbook                    | Yoo Han-yang                 |                                     |                      |
| 2018    | Life                               | Dr. Ye Seon-woo              | 16 episodios                        |                      |
| 2019    | Doctor John                        | Son Seok-ki                  | 32 episodios                        |                      |
| 2020    | Hi Bye, Mama!                      | Dr. Jo Kang-hwa              | 16 episodios                        | [ 20 ]               |
| 2020    | Forest of Secrets 2                | Yoon Se-won                  | Aparición especial, dos episodios   |                      |
| 2020    | Tale of the Nine Tailed            | Gobernador / Moon Bear       | Aparición especial, ep. n.º 6       |                      |
| 2021    | Hospital Playlist 2                | Yoo Han-yang                 | Aparición especial, ep. n.º 3       | [ 21 ]               |
| 2021    | Voice 4                            | Dong Bang-min ("Circus Man") |                                     | [ 22 ] [ 23 ] [ 24 ] |
| 2021    | Racket Boys                        | Park Jung-hwan               | Aparición especial, ep. n.º 16      |                      |
| 2021    | The Witch's Diner                  | Padre soltero                | Serie web. Ap. especial, ep. n.º 1  |                      |
| 2021    | Would You Like a Cup of Coffee?    | Seong-min                    | Serie web. Ap. especial, ep. n.º 3  |                      |
| 2021    | Happiness                          | Lee Seung-young              | Aparición especial, cinco episodios | [ 25 ] [ 26 ]        |
| 2022    | Estamos muertos                    | a Song Jae-ik                | Serie web                           |                      |
| 2022    | La gran apuesta                    | Cha Mu-Shik (2001)           | Serie web. Ap. especial, ep. n.º 2  | [ 27 ]               |
| 2022    | Let’s Start the Defense            | Jwa Shi-baek                 | Serie web                           | [ 28 ]               |
| 2023    | Uncle Samsik                       | Kang Seong-min               |                                     | [ 19 ]               |
| 2025    | Kick Kick Kick Kick                | Jo Young-sik                 | 12 episodios                        | [ 29 ] [ 30 ]        |

### Películas
| Año  | Título                               | Personaje                                | Notas                                                                         | Ref.                 |
| ---- | ------------------------------------ | ---------------------------------------- | ----------------------------------------------------------------------------- | -------------------- |
| 2001 | Kick The Moon                        | -                                        |                                                                               |                      |
| 2009 | Large and Small City                 | -                                        |                                                                               |                      |
| 2009 | Castaway on the Moon                 | Trabajador de emergencias                | Junto a Jung Jae-young, Jung Ryeo-won, Park Young-seo y Yang Mi-kyung         |                      |
| 2013 | The Face Reader                      | Nuevo eunuco                             | Junto a Song Kang-ho, Lee Jung-jae, Baek Yoon-sik, Jo Jung-suk y Lee Jong-suk |                      |
| 2013 | Cat Girl                             | Min-hyeok                                | Junto a Shin Yoo-joo, Sō Hirosawa, Baek Jae-ho, Kim Jae-rok y Lee Soo-wan     |                      |
| 2014 | No Tears for the Dead                | Miembro del equipo de "Ventura Holdings" | Junto a Kim Min-hee, Park Ji-yeon, Choi Seung-il y Kang Hyeon-woo             |                      |
| 2014 | The Wicked                           | Jae-wook                                 | Junto a Park Joo-hee, Na Soo-yoon, Ahn Sun-young, Lee Ik-joon y Shin Ye-jin   |                      |
| 2014 | My Dictator                          | Cheol-ju                                 | Junto a Park Hae-il, Sol Kyung-gu, Yoon Je-moon y Bae Seong-woo               |                      |
| 2015 | Love Copyright                       | -                                        | Junto a Wang Bit-na, Choi Jae-hwan, Kim Jae-rok, Kim Jin-sun y Baek Jae-ho    |                      |
| 2015 | You Call It Passion                  | Young-hwa                                | Junto a Park Bo-young, Bae Seong-woo, Ryu Deok-hwan, Yoon Kyun-sang           |                      |
| 2016 | Seondal: The Man Who Sells the River | Director del puesto de guardia de tabaco | Junto a Yoo Seung-ho, Cho Jae-hyun, Ko Chang-seok, Ra Mi-ran y Kim Min-seok   |                      |
| 2019 | Innocent Witness                     | Hee-joong                                | Junto a Jung Woo-sung, Yeom Hye-ran, Jang Young-nam y Jung Won-joong          |                      |
| 2019 | Romang                               | Policía de tránsito                      | Cameo                                                                         |                      |
| 2019 | Juror 8                              | Miembro del comité de rehabilitación     | Junto a Moon So-ri, Park Hyung-sik, Baek Soo-jang y Kim Mi-kyung              |                      |
| 2020 | Diva                                 | Entrenador de buceo                      | Junto a Shin Min-ah, Lee Yoo-young, Joo Suk-tae, Oh Ha-nee y Ji Yi-soo        |                      |
| 2020 | Stellar                              | Dong-sik                                 | Junto a Son Ho-jun, Jeon No-min, Heo Sung-tae, Park Yeong-gyu y Ko Kyu-pil    |                      |
| 2021 | Happy New Year                       | Adivino                                  | Junto a Lee Dong-wook, Han Ji-min, Kang Ha-neul y Lee Kwang-soo               | [ 31 ] [ 32 ] [ 33 ] |
| 2022 | Seúl a toda pastilla                 | Bok-nam                                  | Junto a Yoo Ah-in, Go Yoon-jung, Park Ju-hyun y Go Kyung-pyo                  | [ 34 ] [ 35 ] [ 36 ] |
| 2023 | Noryang: Sea of Death                | Arima Harunobu                           | Junto a Kim Yoon-seok, Baek Yoon-sik, Jung Jae-young y Heo Joon-ho            | [ 37 ] [ 38 ]        |
| 2024 | Handsome Guys                        | Nam Dong-yoon                            | Junto a Lee Sung-min, Lee Hee-joon, Gong Seung-yeon y Park Jeong-hwa          | [ 39 ] [ 40 ] [ 41 ] |

### Programas de televisión

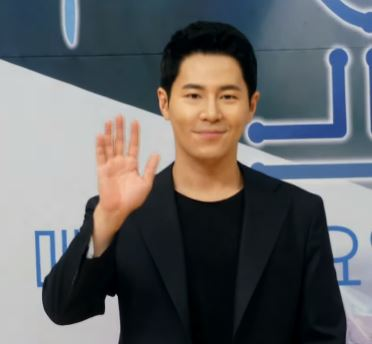
Lee Kyu-hyung durante la conferencia de prensa de la serie "Doctor John" en julio del 2019.

| Año  | Programa                            | Notas                                         |
| ---- | ----------------------------------- | --------------------------------------------- |
| 2017 | Modulove                            | 8 episodios - miembro                         |
| 2018 | Life Bar                            | 2 episodios - (ep. 96-97) - invitado          |
| 2019 | Amazing Saturday (DoReMi Market)    | (ep. 70) - invitado                           |
| 2019 | How Do You Play? (Hangout with Yoo) | 4 episodios - (ep. piloto, 4-5, 8) - invitado |

### Aparición en programas de radio
| Año  | Título                    | Transmisión | Notas    |
| ---- | ------------------------- | ----------- | -------- |
| 2020 | Kim Young Chul’s Power FM | SBS         | invitado |

### Revistas / sesiones fotográficas
| Año  | Título                        | Notas       |
| ---- | ----------------------------- | ----------- |
| 2015 | bnt International             | [ 42 ]      |
| 2017 | YOUYOU Magazine               | (volumen 9) |
| 2018 | Harper Bazaar Taiwan Magazine |             |

### Teatro
| Año         | Obra                                   | Personaje | Notas                                           |
| ----------- | -------------------------------------- | --------- | ----------------------------------------------- |
| 2008        | Hamlet                                 | -         |                                                 |
| 2011 - 2012 | Dramatic Overnight                     | -         |                                                 |
| 2013        | Europe Blog                            | -         |                                                 |
| 2012 - 2014 | Bad Magnets                            | -         |                                                 |
| 2015        | My Throbbing Life                      | -         |                                                 |
| 2016        | Come to See Me                         | -         |                                                 |
| 2016 - 2017 | Stolen Books                           | -         |                                                 |
| 2015, 2017  | Death's Hymm                           | Hombre    |                                                 |
| 2018 - 2020 | A Gentleman's Guide to Love and Murder | D'Ysquith | junto a Oh Man-seok, Kim Dong-wan y Lee Sang-yi |

### Musicales[45]
| Año             | Obra                                     | Personaje          | Notas                                   |
| --------------- | ---------------------------------------- | ------------------ | --------------------------------------- |
| 2019            | Hedwig and the Angry Inch                | Hedwig             |                                         |
| 2019            | Cyrano                                   | Cyrano de Bergerac | junto a Choi Jae-woong y Cho Hyung-kyun |
| 2016-2017, 2019 | Fan Letter                               | Kim Hae-jin        |                                         |
| 2016            | Beastie                                  | Lee Seung-woo      |                                         |
| 2016            | Secretly and with Greatness              | Won Ryu-hwan       |                                         |
| 2015 - 2016     | The Great Gatsby [Re:Boot]               | Ha Un-do           |                                         |
| 2015            | Company's Praise                         | -                  |                                         |
| 2015            | Goddess is Watching                      | Sin Seok-gu        |                                         |
| 2015            | Avocato                                  | Yu Jae-min         |                                         |
| 2014 - 2015     | My Bucket List                           | Gang-gu            |                                         |
| 2014            | Beastie Boys                             | Lee Jae-hyun       |                                         |
| 2014            | Musical Talk Concert Housewarming Actors | -                  |                                         |
| 2013 - 2014     | Triangle                                 | Do Yeon            |                                         |
| 2013 - 2014     | The March of Youth                       | Wang Gyeong-tae    |                                         |
| 2013, 2014      | Climbing Day (Gloomy Day)                | Hombre             |                                         |
| 2009 - 2014     | Laundry                                  | Sol Rong-go        |                                         |
| 2013            | SHOW                                     | -                  |                                         |
| 2012            | Oh! While You Were Sleeping              | Choi Byung-ho      |                                         |
| 2011            | Audition                                 | Park Byung-tae     |                                         |
| 2010            | Singles                                  | Lim Jung-joon      |                                         |
| 2007 - 2009     | Excited                                  | -                  |                                         |
| 2007 - 2008     | Heartbeat                                | Hombre Solitario   |                                         |
| 2004            | Good Morning Juni                        | -                  |                                         |
| 2003            | Musical Concert                          | -                  |                                         |

### Anuncios
| Año  | Título                           | Notas                               |
| ---- | -------------------------------- | ----------------------------------- |
| 2018 | 롯데칠성음료 데일리C 레몬 1000C+ | junto a Park Ho-san y Jung Kyung-ho |

## Premios y nominaciones
| Año  | Premio                    | Categoría                                   | Trabajo                                | Resultado | Ref.   |
| ---- | ------------------------- | ------------------------------------------- | -------------------------------------- | --------- | ------ |
| 2018 | 54th Baeksang Arts Awards | Mejor actor revelación (TV)                 | Forest of Secrets                      | Nominado  | [ 47 ] |
| 2019 | 3rd Korean Musical Awards | Mejor actor de reparto                      | A Gentleman's Guide to Love and Murder | Nominado  |        |
| 2019 | 12th Korea Drama Awards   | Premio a la excelencia, actor               | Doctor John                            | Ganador   | [ 48 ] |
| 2019 | 14th Soompi Awards        | Mejor actor de reparto                      | Prison Playbook                        | Nominado  |        |
| 2019 | 27th SBS Drama Awards     | Premio a la excelencia en miniseries, actor | Doctor John                            | Nominado  |        |